# Diamondハリケーン
「Diamondハリケーン」（ダイヤモンドハリケーン）は、日本の男性アイドルグループである光GENJIの楽曲。同グループの4枚目のシングルとして、1988年6月21日にポニーキャニオンからリリースされた。

## TVなどでの放映
当時、グループ内の2名(赤坂晃、佐藤敦啓)の年齢が満15歳に達しておらず、夜間の歌番組への出演が労働基準法に抵触するのではないかという見方から、5人でのパフォーマンスが主であった。
しかし1988年7月30日にいわゆる「芸能タレント通達」が労働省から発表され、再び2人は夜間のテレビ番組に出演できるようになり、7人バージョンでのパフォーマンスが可能になった。
同年に放送された『第39回NHK紅白歌合戦』では「光GENJI'88メドレー」のうちの1曲として歌唱した。

## 記録
オリコンのシングルチャートでは1位を獲得。発売初週推定売上枚数が30万枚を超え、発売初週の推定売上枚数としては前作「パラダイス銀河」に続く歴代2番目の記録であるとオリコンが発表した。
シングルの売上（出荷）枚数は公称で90万枚。

### 音楽祭受賞歴
| 年     | 音楽賞                        | 結果                              | 出典  |
| ------ | ----------------------------- | --------------------------------- | ----- |
| 1989年 | 第3回日本ゴールドディスク大賞 | ベスト5シングル・オブ・ザ・イヤー | [ 4 ] |

## 収録曲
| 全編曲: 佐藤準。 |                       |           |              |      |
| #                | タイトル              | 作詞      | 作曲         | 時間 |
| 1.               | 「Diamondハリケーン」 | 田口俊    | 井上ヨシマサ | 5:03 |
| 2.               | 「Welcome」           | 松本一起  | 佐藤準       | 4:03 |
| 合計時間:        | 合計時間:             | 合計時間: | 合計時間:    | 9:06 |

| 全編曲: 佐藤準。 |                                             |           |              |       |
| #                | タイトル                                    | 作詞      | 作曲         | 時間  |
| 1.               | 「Diamondハリケーン」(歌入り)               | 田口俊    | 井上ヨシマサ | 5:03  |
| 2.               | 「Diamondハリケーン」(オリジナル・カラオケ) |           |              | 5:03  |
| 3.               | 「Welcome」(歌入り)                         | 松本一起  | 佐藤準       | 4:03  |
| 4.               | 「Welcome」(オリジナル・カラオケ)           |           |              | 4:03  |
| 合計時間:        | 合計時間:                                   | 合計時間: | 合計時間:    | 18:12 |

## リリース履歴
| 規格            | 発売日        | レーベル         | 品番      |
| --------------- | ------------- | ---------------- | --------- |
| 7インチレコード | 1988年6月21日 | ポニーキャニオン | 7A 0865   |
| CT              | 1988年6月21日 | ポニーキャニオン | 10P 13224 |
| 8cmCD           | 1988年6月21日 | ポニーキャニオン | S10A 105  |